# Igors Kazanovs
Igors Kazanovs (in russo Игорь Казанов?; Daugavpils, 24 settembre 1963) è un ex ostacolista lettone, fino al 1991 sovietico.

## Palmarès

### Mondiali indoor
- 2 medaglie[1]:
  - 1 argento (Siviglia 1991 nei 60 m ostacoli)
  - 1 bronzo (Budapest 1989 nei 60 m ostacoli)

### Europei indoor
- 4 medaglie:
  - 4 ori (Glasgow 1990 nei 60 m ostacoli[1]; Genova 1992 nei 60 m ostacoli[2]; Stoccolma 1996 nei 60 m ostacoli[2]; Valencia 1998 nei 60 m ostacoli[2])

## Altre competizioni internazionali
1987
- Coppa Europa di atletica leggera ( Praga)

1991
- Coppa Europa di atletica leggera ( Francoforte)